# Льеж — Бастонь — Льеж 2022
108-й выпуск  Льеж — Бастонь — Льеж — шоссейной однодневной велогонки по дорогам Бельгии. Гонка прошла 24 апреля 2022 года в рамках Мирового тура UCI 2022. Победу одержал бельгийский велогонщик Ремко Эвенепул.

## Участники
Автоматически приглашения на гонку приняли все 18 команд категории UCI WorldTeam и три лучшие команды категории UCI ProTeam прошлого сезона Alpecin-Fenix, Arkéa-Samsic и TotalEnergies. Также организаторы пригласили ещё 4 команды категории ProTeam. Таким образом всего в гонке приняло участие 25 команд.
| UCI WorldTeams (18)- AG2R Citroën Team - Astana Qazaqstan Team - Bahrain Victorious - Bora-Hansgrohe - Cofidis - EF Education-EasyPost - Groupama-FDJ - Ineos Grenadiers - Intermarché-Wanty-Gobert Matériaux - Israel-Premier Tech - Jumbo-Visma - Lotto-Soudal - Movistar Team - Quick-Step Alpha Vinyl - BikeExchange-Jayco - Team DSM - Trek-Segafredo - UAE Team Emirates UCI ProTeams (7)- Alpecin-Fenix - Arkéa-Samsic - Equipo Kern Pharma - TotalEnergies - Sport Vlaanderen-Baloise - Uno-X Pro Cycling Team - Bingoal Pauwels Sauces WB |
| |

## Маршрут
Сразу после старта в Льеже маршрут направился на юг через Эвай, Дюрбюи, Отони Рандё. В Ла-Рош-ан-Арден, примерно через 76 км, располагался первый категорийный подъём Côte de la Roche-en-Ardenne. Затем дистанция продолжилась через Бертонь до Бастони, где через 101 км после старта достигала самой южной своей точки.
После прохождения Бастони маршрут повернул обратно направлении Льежа и проходил через подъёмы в Арденнах.
На середине дистанции (120 км) сразу после Уффализ располагался второй подъём Côte de Saint-Roch. Далее маршрут следовал через Гуви и за 100 км до финиша добирался до Вьельсальма, после которого на протяжении 45 км располагалось шесть категорийных подъёмов. Среди них короткий, но крутой Côte de Stockeu (182,8 км от старта, в районе Ставло) и Col du Rosier (201,2 км от старта) который являлся самой высокой точкой маршрута (565 м).
Далее маршрут проходил через Спа, пересекал рек Урт и достигал примерно в 30 км от финиша легендарного подъёма Côte de La Redoute. Затем после Спримона, отличие от прошлого года, отсутствовал подъём Côte des Forges и маршрут сразу направился к последнему подъёму дистанции Côte de la Roche-aux-Faucons (1300 м со средним градиентом 11 %) который был расположен за 13,4 км до финиша.
Спустившись с Côte des Forges гонщики въезжали в Льеж, где их ждал не большой некатегорийный подъём, выходивший на дорогу N63 возле Льежского университета. Затем следовал быстрый спуск по улице Rue de la Belle Jardinière к мосту Pont de Fétinne через реку Урт у её впадения в Маас. После пересечения моста следовал крутой правый поворот, выводивший на 900-метровую финишную прямую вдоль реки Урт.
В общей сложности предстояло преодолеть 10 категорийных подъёмов. Протяжённость гонки составила почти 260 км с суммарным набором высоты более 4200 м.
| №  | Название                            | Км от старта | Длина (м) | Средний % | Км до финиша |
| -- | ----------------------------------- | ------------ | --------- | --------- | ------------ |
| 1  | Côte de la Roche-en-Ardenne         | 76,8         | 2 800     | 6,2 %     | 180,4        |
| 2  | Côte de Saint-Roch                  | 124,1        | 1 000     | 11,2 %    | 133,1        |
| 3  | Côte de Mont-le-Soie                | 167,9        | 1 700     | 7,9 %     | 89,3         |
| 4  | Côte de Wanne                       | 176,2        | 3 600     | 5,1 %     | 81,0         |
| 5  | Côte de Stockeu (Stèle Eddy Merckx) | 182,8        | 1 000     | 12,5 %    | 74,4         |
| 6  | Côte de la Haute-Levée              | 187          | 2 200     | 7,5 %     | 70,2         |
| 7  | Col du Rosier                       | 201,2        | 4 400     | 5,9 %     | 65,0         |
| 8  | Côte de Desnié                      | 214,6        | 1 600     | 8,1 %     | 42,6         |
| 9  | Côte de La Redoute                  | 227,7        | 2 000     | 8,9 %     | 29,5         |
| 10 | Côte de la Roche-aux-Faucons        | 243,8        | 1 300     | 11 %      | 13,4         |

## Ход гонки
В начале гонки после объединения нескольких небольших групп сформировался отрыв из одиннадцати человек который составили Бруно Армирайл (Groupama-FDJ), Сильвен Монике и Харм Ванхауке (оба Lotto Soudal), Якоб Хиндсгаул Мадсен (Uno-X Pro Cycling Team), Батист Планкарт (Intermarché-Wanty-Gobert Matériaux), Фабьен Дубе и Пауль Оурселин (оба TotalEnergies), Кенни Молли, Марко Тицца и Люк Виртген (все Bingoal Pauwels Sauces WB) и Пау Микел (Equipo Kern Pharma). Их преимущество над пелотоном доходило до шести минут.
На вершине подъёма Côte de Stockeu за 74,4 км до финиша в отрыве осталось шестеро: Бруно Армирайл, Сильвен Монике,Харм Ванхауке, Фабьен Дубе, Пауль Оурселин и Люк Виртген. Примерно за 60 км до финиша, на скоростном спуске, в пелотоне произошёл большой завал, в результате которого половина гонщиков оказывалась на земле или была вынуждена остановиться. Среди пострадавших оказалось семь гонщиков, включая действующего чемпиона мира Жюлиан Алафилипп (Quick-Step Alpha Vinyl Team), который был вынужден сойти с гонки..
Перед подъёмом Côte de La Redoute (30 км до финиша) преимущество отрыва составляло всего 1 мин 25 сек. В лидеры вышел Бруно Армирайл (Groupama-FDJ). Незадолго до вершины Côte de La Redoute из пелотона острую атаку совершает Ремко Эвенепул (Quick-Step Alpha Vinyl Team), за которым никто не смог последовать. Он догоняет, а затем последовательно обгоняет последних участников отрыва. В начале восхождения на Côte de la Roche-aux-Faucons Ремко Эвенепул обходит Бруно Армирайла, который не смог удержаться за ним.
В результате после прохождения Côte de la Roche-aux-Faucons позади Ремко Эвенепула сформировалась группа из 12 гонщиков, но у них не получалось сократить отставание от него. Только Александр Власов (Bora-Hansgrohe) попытался отрывать от этой группы, чтобы попытаться приблизиться к Ремко Эвенепулу, но тщетно.
Напротив, Ремко Эвенепул увеличил своё преимущество на спуске, ведущем в Льеж, и преодолев в одиночку последние 14 км одержал победу. Спустя 48 секунд прибыла группа его преследователей которая в групповом спринте разыграла оставшиеся два призовых места. Вторым стал Квинтен Херманс (Intermarché-Wanty-Gobert Matériaux), а третьим Ваут Ван Арт (Jumbo-Visma)
В итоге победа Ремко Эвенепула стала первой победой бельгийцев на гонке с 2011 года, а он самым молодым победителем гонки с 1968 года. А полностью бельгийского подиума на гонке не было с 1976 года.

## Результаты
| \| Генеральная классификация \| Генеральная классификация \| Генеральная классификация \| Генеральная классификация \| Генеральная классификация \| \| Гонщик \| Гонщик \| Команда \| Время \| \| \| ------------------------- \| ------------------------- \| ---------------------------------- \| ------------------------- \| ------------------------- \| \| 1-й \| Ремко Эвенепул \| Quick-Step Alpha Vinyl \| 6ч 12' 48 \| \| \| 2-й \| Квинтен Херманс \| Intermarché-Wanty-Gobert Matériaux \| + 48 \| \| \| 3-й \| Ваут Ван Арт \| Jumbo-Visma \| + 48 \| \| \| 4-й \| Даниэль Мартинес \| Ineos Grenadiers \| + 48 \| \| \| 5-й \| Серхио Игита \| Bora-Hansgrohe \| + 48 \| \| \| 6-й \| Дилан Тёнс \| Bahrain Victorious \| + 48 \| \| \| 7-й \| Алехандро Вальверде \| Movistar Team \| + 48 \| \| \| 8-й \| Нильсон Паулесс \| EF Education-EasyPost \| + 48 \| \| \| 9-й \| Марк Хирши \| UAE Team Emirates \| + 48 \| \| \| 10-й \| Майкл Вудс \| Israel-Premier Tech \| + 48 \| \| \| 11-й \| Джек Хэйг \| Bahrain Victorious \| + 48 \| \| \| 12-й \| Энрик Мас \| Movistar Team \| + 48 \| \| \| 13-й \| Якоб Фульсанг \| Israel-Premier Tech \| + 52 \| \| \| 14-й \| Александр Власов \| Bora-Hansgrohe \| + 1' 36 \| \| \| 15-й \| Уоррен Баргиль \| Arkéa-Samsic \| + 1' 36 \| \| \| 16-й \| Бруно Армирайл \| Groupama-FDJ \| + 2' 30 \| \| \| 17-й \| Роберт Стэннард \| Alpecin-Fenix \| + 2' 30 \| \| \| 18-й \| Руди Молар \| Groupama-FDJ \| + 2' 30 \| \| \| 19-й \| Ксандро Мёрисс \| Alpecin-Fenix \| + 2' 30 \| \| \| 20-й \| Квентин Пачер \| Groupama-FDJ \| + 2' 30 \| \| |                     |                                    |           |
| |                     |                                    |           |
| Источник: ProCyclingStats |                     |                                    |           |
| Генеральная классификация |                     |                                    |           |
| Гонщик | Гонщик              | Команда                            | Время     |
| 1-й | Ремко Эвенепул      | Quick-Step Alpha Vinyl             | 6ч 12' 48 |
| 2-й | Квинтен Херманс     | Intermarché-Wanty-Gobert Matériaux | + 48      |
| 3-й | Ваут Ван Арт        | Jumbo-Visma                        | + 48      |
| 4-й | Даниэль Мартинес    | Ineos Grenadiers                   | + 48      |
| 5-й | Серхио Игита        | Bora-Hansgrohe                     | + 48      |
| 6-й | Дилан Тёнс          | Bahrain Victorious                 | + 48      |
| 7-й | Алехандро Вальверде | Movistar Team                      | + 48      |
| 8-й | Нильсон Паулесс     | EF Education-EasyPost              | + 48      |
| 9-й | Марк Хирши          | UAE Team Emirates                  | + 48      |
| 10-й | Майкл Вудс          | Israel-Premier Tech                | + 48      |
| 11-й | Джек Хэйг           | Bahrain Victorious                 | + 48      |
| 12-й | Энрик Мас           | Movistar Team                      | + 48      |
| 13-й | Якоб Фульсанг       | Israel-Premier Tech                | + 52      |
| 14-й | Александр Власов    | Bora-Hansgrohe                     | + 1' 36   |
| 15-й | Уоррен Баргиль      | Arkéa-Samsic                       | + 1' 36   |
| 16-й | Бруно Армирайл      | Groupama-FDJ                       | + 2' 30   |
| 17-й | Роберт Стэннард     | Alpecin-Fenix                      | + 2' 30   |
| 18-й | Руди Молар          | Groupama-FDJ                       | + 2' 30   |
| 19-й | Ксандро Мёрисс      | Alpecin-Fenix                      | + 2' 30   |
| 20-й | Квентин Пачер       | Groupama-FDJ                       | + 2' 30   |